# Daniel Michombero
Ne doit pas être confondu avec l'homme politique burundais Michel Micombero.
Pour les articles homonymes, voir Daniel et Michombero.
Daniel Michombero Batubenga, né le 12 juin 1989 à Lugendo, est un journaliste congolais et grand reporter travaillant comme correspondant de la China Global Television Network, une chaîne de télévision d'information internationale faisant partie de la Télévision centrale de Chine, et d'Africa on air, une chaîne internationale d'information numérique basée à Paris en France,,. Il collabore avec des medias internationaux tels que TV5 Monde, Voice of America et BBC dans l’Est de la République démocratique du Congo,.

## Biographie

### Enfance et éducation
Daniel Michombero est né le 12 juin 1989 à Lugendo, un village du territoire de Kabare, dans la province du Sud-Kivu dans l'est de la République démocratique du Congo. Fils de Batubenga Michombero, un avocat (décédé en 2008), et de Patience Cheru, il a effectué ses etudes primaires à l’EP Lugendo, ses études secondaires à l'Institut Ibindja, situé sur une île se trouvant au milieu du lac Kivu apparentant au territoire de Kalehe, où il a obtenu son diplôme d'État, équivalent au baccalauréat français, et titulaire d'une licence en développement communautaire de l'Université Baptiste du Congo (UBC) à Goma.
Membre de l'Union internationale de la presse francophone, Daniel Michombero a poursuivi la formation en journalisme à Den Haag au Pays-Bas avec l'organisation Justice and Peace. Il a ensuite enchaîné par la formation sur la sécurité numérique du journaliste dans les zones des conflits armés à Boston aux États-Unis et aux Émirats arabes unis,.

### Carrière

#### Debut de carrière
Daniel Michombero est un journaliste basé à Goma, dans la province du Nord-Kivu, en République démocratique du Congo,. Dès le début de sa carrière dans le journalisme en mai 2009, Michombero a été confronté à la réalité des conflits armés dans l'est de la République démocratique du Congo,. En 2012 et 2013, étant reporter d'une chaîne de télévisionVision Shala TV à Bukavu, il a couvert la guerre du Mouvement du 23 mars au Nord-Kivu, documentant les déplacements de populations, les violations des droits humains et les conséquences humanitaires du conflit.
En 2016, Daniel Michombero s'engage dans la vérification des faits avec Congo Check, le premier média congolais dédié au fact-checking. La même année, il rejoint la communauté de blogueurs Wazza Africa, qui se transforme en Habari RDC. Ses contributions attirent l’attention de médias internationaux, et en 2018, il commence à collaborer avec Africanews, TV5 Monde, Voice of America et BBC World News. En parallèle, il occupe le poste de rédacteur en chef pour la région des Grands Lacs au sein du Diaspora Positive Magazine et du site Libre Grands Lacs.

#### Grand reportage
Daniel Michombero est reconnu pour ses reportages de guerre sur les différentes lignes de front dans la guerre entre les forces armées congolaises et les rebelles du Mouvement du 23 mars, des milices locales en province de l’Ituri, attaques répétées des terroristes Forces démocratiques alliées (ADF) dans les territoires de Beni et Lubero,. Il a documenté les massacres de civils, les enlèvements et les déplacements forcés, mettant en évidence l'insécurité persistante et la complexité de la situation sécuritaire dans la province du Nord-Kivu,.
Depuis 2013, Daniel Michombero a couvert divers sujets liés à la santé et aux crises humanitaires dans l'est de la République démocratique du Congo. Il a documenté les épidémies d'Ebola (10e et 11e épidémies), où il a occupé le poste de caméraman pour la coordination générale de la riposte dans les provinces du Nord-Kivu et de l'Ituri. Cette expérience lui a valu un prix de reconnaissance du Ministère de la Santé. Il a également couvert la pandémie de Covid-19 et l'épidémie de variole simienne (M-POX),.
En 2021, il a notamment documenté l'éruption du volcan Nyiragongo, rapportant les impacts sur les populations locales. Il a couvert les catastrophes qui ont frappé les habitants de Nyamukubi et Bushushu, dans le territoire de Kalehe, documentant les conséquences de ces événements sur les communautés affectées.
En 2022, Daniel rejoint la télévision russe RT et l'agence Ruptly. Et en novembre 2024, il devient correspondant de la China Global Television Network, une chaîne de télévision d'information internationale faisant partie de la Télévision centrale de Chine. Daniel Michombero fut félicité, quatre mois après, par president congolais Félix Tshisekedi, lors d’une conférence de presse transmise à la Radio-Télévision nationale congolaise, pour son travail dans la couverture de la guerre en République démocratique du Congo,.

## Contraints et menaces
Dans l'émission libre opinion de Kivu Morning Post, Daniel Michombero a partagé son expérience de journaliste en zone de guerre. Il a évoqué les risques et les pressions auxquels les journalistes sont confrontés dans leur travail quotidien, ainsi que les efforts nécessaires pour fournir des informations fiables et précises dans un contexte de guerre et d'instabilité.
En 2021, il a été victime d'une intrusion armée à son domicile de Goma, un événement qui a mis en danger sa famille et entraîné le vol de son matériel de travail. Cet incident a été largement documenté et rapporté par des organisations de défense de la liberté de la presse, telles que le Comité pour la protection des journalistes (CPJ) et Reporters sans frontières (RSF),. Ces organisations ont souligné les risques significatifs auxquels sont confrontés les journalistes travaillant dans cette région, où l'insécurité et les conflits armés sont prévalents.

## Récompenses
- 2021 : Prix de reconnaissance, décerné par le Ministère de la Santé publique de la République démocratique du Congo).
- 2023 : Diplôme de mérite prix patriote en or, décerné par le mouvement de la société civile NDSCI[5].

## Lire aussi
- Justin Kabumba Katumwa
- Stanis Bujakera Tshiamala
- Martial Papy Mukeba